# Перри (округ, Кентукки)
Пе́рри (англ. Perry County) — округ в штате Кентукки, США. Официально образован в 1821 году. По состоянию на 2010 год, численность населения составляла 28 712 человека.

## География
По данным Бюро переписи США, общая площадь округа равняется 887,438 км2, из которых 886,169 км2 суша и 1,269 км2 или 0,140 % это водоёмы.

## Население
По данным переписи населения 2000 года в округе проживает 29 390 жителей в составе 11 460 домашних хозяйств и 8 491 семей. Плотность населения составляет 33,00 человек на км2. На территории округа насчитывается 12 741 жилых строений, при плотности застройки около 14-ти строений на км2. Расовый состав населения: белые — 97,34 %, афроамериканцы — 1,64 %, коренные американцы (индейцы) — 0,05 %, азиаты — 0,49 %, гавайцы — 0,01 %, представители других рас — 0,04 %, представители двух или более рас — 0,43 %. Испаноязычные составляли 0,52 % населения независимо от расы.
В составе 34,20 % из общего числа домашних хозяйств проживают дети в возрасте до 18 лет, 56,70 % домашних хозяйств представляют собой супружеские пары проживающие вместе, 13,20 % домашних хозяйств представляют собой одиноких женщин без супруга, 25,90 % домашних хозяйств не имеют отношения к семьям, 23,30 % домашних хозяйств состоят из одного человека, 9,30 % домашних хозяйств состоят из престарелых (65 лет и старше), проживающих в одиночестве. Средний размер домашнего хозяйства составляет 2,53 человека, и средний размер семьи 2,98 человека.
Возрастной состав округа: 24,40 % моложе 18 лет, 9,10 % от 18 до 24, 30,70 % от 25 до 44, 24,60 % от 45 до 64 и 24,60 % от 65 и старше. Средний возраст жителя округа 36 лет. На каждые 100 женщин приходится 94,60 мужчин. На каждые 100 женщин старше 18 лет приходится 91,30 мужчин.
Средний доход на домохозяйство в округе составлял 22 089 USD, на семью — 26 718 USD. Среднестатистический заработок мужчины был 31 702 USD против 20 502 USD для женщины. Доход на душу населения составлял 12 224 USD. Около 26,10 % семей и 29,10 % общего населения находились ниже черты бедности, в том числе — 36,00 % молодежи (тех, кому ещё не исполнилось 18 лет) и 20,60 % тех, кому было уже больше 65 лет.